# Tetiana Bielajewa
Tetiana Illiwna Bielajewa (ukr. Тетяна Іллівна Бєляєва, ur. 2 października 1971) – ukraińska judoczka. Dwukrotna olimpijka. Zajęła piąte miejsce w Atlancie 1996 i odpadła w eliminacjach w Sydney 2000. Walczyła w wadze średniej i półciężkiej.
Brązowa medalistka mistrzostw świata w 1995; uczestniczka zawodów w 1997 i 1999. Startowała w Pucharze Świata w latach 1992, 1995-2000. Piąta na mistrzostwach Europy w 1994 i 1999. Druga na akademickich MŚ w 1994 roku.

## Letnie Igrzyska Olimpijskie 1996
| Konkurencja | Eliminacje                      | Eliminacje             | Eliminacje            | Repasaże               | Repasaże              | Klas. końcowa |
| Konkurencja | Przeciwnik I                    | Przeciwnik II          | 1/4                   | 1/2                    | o 3 miejsce           | Miejsce       |
| ----------- | ------------------------------- | ---------------------- | --------------------- | ---------------------- | --------------------- | ------------- |
| 72 kg       | Marie Michele St. Louis (MRI) Z | Simona Richter (ROU) Z | Ylenia Scapin (ITA) Z | Ulla Werbrouck (BEL) P | Diadenis Luna (CUB) P | 5.            |

## Letnie Igrzyska Olimpijskie 2000
| Konkurencja | Eliminacje                      | Klas. końcowa |
| Konkurencja | Przeciwnik I                    | Miejsce       |
| ----------- | ------------------------------- | ------------- |
| 70 kg       | Dordżgotowyn Cerenchand (MGL) P | I runda       |